# Slunečná stráň
Slunečná stráň je přírodní památka poblíž obce Svoboda nad Úpou v okrese Trutnov. Oblast spravuje Správa KRNAP.

## Předmět ochrany
Důvodem ochrany je rozsáhlý komplex slatinných a rašelinných luk s mimořádnou a dosud zachovalou mozaikou rostlinných společenstev celostátně ohrožených, která se stala v krajině vzácná v důsledku odvodňování podobných lokalit. Část z nich se řadí k prioritním biotopům v rámci soustavy Natura 2000. V hojné míře se vyskytují zvláště chráněné a ohrožené druhy rostlin a živočichů.